# South African Cricket Board of Control
Le South African Cricket Board of Control, ou SACBOC, est une fédération de cricket fondée en Afrique du Sud en 1947. Elle prend en charge le cricket pratiqué par les joueurs de couleur, ignoré des instances officielles. En 1977, le SACBOC fusionne avec la South African Cricket Association, réservée aux Blancs, pour fonder la South African Cricket Union.

## Histoire
La South African Cricket Association (SACA) est fondée en 1890, et prend en charge l'équipe d'Afrique du Sud. Mais, en pleine période de ségrégation raciale, la SACA ne s'occupe que des Blancs et ignore totalement les joueurs de couleur, qui ne peuvent de fait ni participer aux compétitions de la SACA, ni jouer pour l'équipe nationale. En 1902, les autres principaux groupes ethniques, Coloured, Asiatiques et Noirs, se regroupent au sein d'une même fédération, le South African Coloured Cricket Board (SACCB). Au cours des décennies qui suivent, le SACCB éclate et chaque groupe fonde sa propre fédération.
Le SACBOC est fondé en 1947, d'abord sous la forme d'une association entre ces différentes fédérations : la South African Indian Cricket Union (SAICU) des Asiatiques, le South African Bantu Cricket Board (SABCB) des Noirs et la South African Coloured Cricket Association (SACCA) des Coloured. L'ex-SACCB, devenu le South African Malay Cricket Board, les rejoint en 1953. 
En 1951, le SACBOC lance le Dadabhay Trophy, une compétition où s'affrontent des équipes « nationales » représentant chacune des fédérations qui lui sont affiliées. En 1956-1957, il organise une tournée en Afrique du Sud de joueurs kényans d'origine asiatique. L'équipe du SACBOC est ainsi la première équipe nationale sud-africaine de cricket représentative de tous les non-blancs.
Les fédérations membres du SACBOC fusionnent en 1958 au sein de celui-ci, mais les Noirs décident finalement de s'en distancer, le SABCB devenant alors le South African African Cricket Board (SAACB).
En 1977, la SACA et l'équipe d'Afrique du Sud sont isolées au niveau international depuis plusieurs années, à la suite de protestations contre le régime d'Apartheid. Pour montrer sa bonne volonté, elle décide de s'intéresser au cricket pratiqué par les gens de couleur. Le SACBOC fusionne avec la SACA et la SAACB au sein de la nouvelle South African Cricket Union (SACU).